# E'erdungaobi
E'erdungaobi (kinesiska: 额尔敦高毕, 额尔敦高毕苏木) är en socken i Kina. Den ligger i den autonoma regionen Inre Mongoliet, i den norra delen av landet, omkring 500 kilometer nordost om regionhuvudstaden Hohhot.
Genomsnittlig årsnederbörd är 413 millimeter. Den regnigaste månaden är juli, med i genomsnitt 110 mm nederbörd, och den torraste är februari, med 3 mm nederbörd.